# Bolivianita

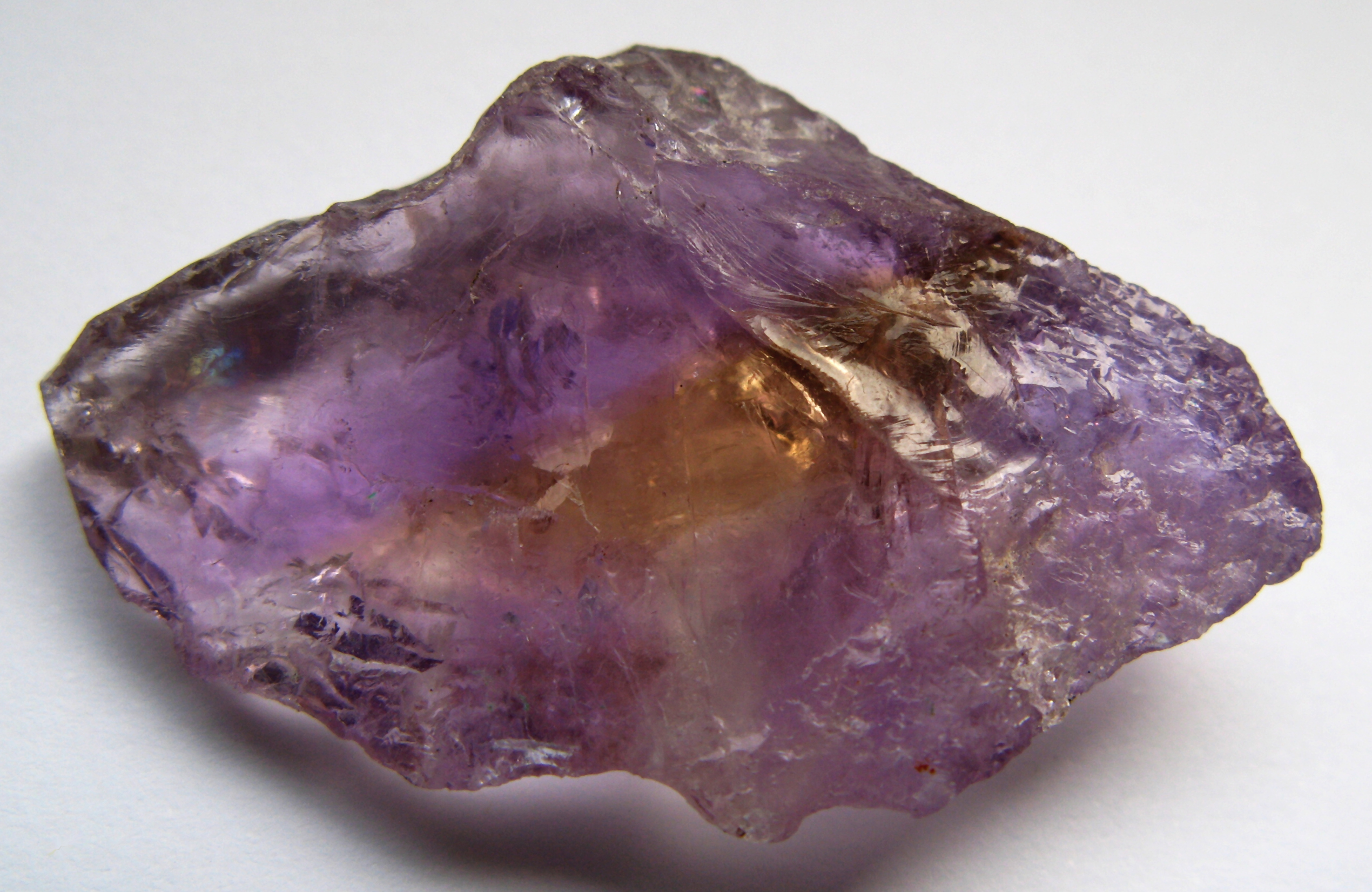

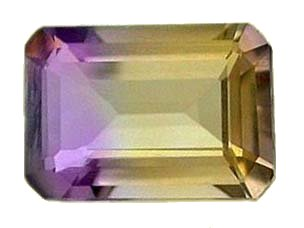
Bolivianita talhada, produto da mistura (mescla) natural entre o Citrino e a Ametista.

A Bolivianita também chamado Ametrino, é uma gema, variedade do quartzo, com dureza 7 na escala de Mohs, fusão única da  ametista com o citrino que lhe dão essas cores tão diversas que vão desde os amarelos tênues para a gama dos lilás, até a profunda violeta e cujas características a fazem que seja única no mundo. Se encontra unicamente na Mina Anahí, único jazimento no mundo, localizada na província de Germán Busch, perto da cidade de Puerto Suárez (Porto Soares, em português), no departamento de Santa Cruz, Bolívia. Esta jazida tem origem hidrotermal, e sua peculiaridade é a de conter águas ricas em carbonatos básicos, entre estes o potássio 40, que tivesse provido a silício que continha ferro do calor suficiente para formar esses belos cristais.